# Cyrtoxipha columbiana
Cyrtoxipha columbiana är en insektsart som beskrevs av Andrew Nelson Caudell 1907. Cyrtoxipha columbiana ingår i släktet Cyrtoxipha och familjen syrsor. Inga underarter finns listade i Catalogue of Life.